# Amiibo
Amiibo (アミーボ amībo?) es el protocolo de comunicaciones y de almacenamiento inalámbrico de Nintendo, para su uso entre los juguetes compatibles y las plataformas de juego de Nintendo 3DS, Wii U y Nintendo Switch. Se puso en marcha en noviembre de 2014 en forma de actualizaciones de software del sistema y una serie de figuras. De forma similar a Skylanders y Disney Infinity, estas figuras, usan la tecnología de comunicación de corto alcance (NFC) para interactuar con el videojuego compatible, permitiendo que los datos sean transferidos dentro y fuera de cada juego y en múltiples plataformas. La plataforma puede potencialmente albergar cualquier tipo de juguete, incluyendo cartas.
Los amiibo se pueden utilizar directamente con el Wii U GamePad, Nintendo Switch y New Nintendo 3DS/2DS, mientras que los sistemas de Nintendo 3DS/2DS anteriores cuentan con un adaptador que salió a la venta el 25 de septiembre de 2015.
Amiibo permite que los datos de los juegos sean intercambiados directamente entre estas tres plataformas (3DS, Wii U y Switch), por primera vez, y lo hace de una forma que recuerda al cable de enlace entre Nintendo GameCube y Game Boy Advance de la década de los 2000. Además, en algunos casos, otorga acceso a cierto contenido en algunos juegos relacionados (a menudo franquicias a las que pertenece el personaje representado en la figura decorativa), como objetos exclusivos o recursos para ayudarte a avanzar en el juego. La plataforma se dio a conocer oficialmente el 10 de junio de 2014, como parte de la presentación de Nintendo en el E3 2014, con Super Smash Bros. for Wii U, Mario Kart 8, Mario Party 10, Captain Toad: Treasure Tracker siendo los primeros juegos en ser compatibles con esta plataforma.
También existen unas tarjetas amiibo que son más económicas y que constan del punto NFC.

## Figuras serie Super Smash Bros.
| Personaje             | Franquicia           | Fecha de lanzamiento en Europa | Fecha de lanzamiento en América |
| --------------------- | -------------------- | ------------------------------ | ------------------------------- |
| Mario                 | Super Mario          | 28 de noviembre de 2014        | 21 de noviembre de 2014         |
| Link                  | The Legend of Zelda  | 28 de noviembre de 2014        | 21 de noviembre de 2014         |
| Samus Aran            | Metroid              | 28 de noviembre de 2014        | 21 de noviembre de 2014         |
| Kirby                 | Kirby                | 28 de noviembre de 2014        | 21 de noviembre de 2014         |
| Fox                   | Star Fox             | 28 de noviembre de 2014        | 21 de noviembre de 2014         |
| Donkey Kong           | Donkey Kong          | 28 de noviembre de 2014        | 21 de noviembre de 2014         |
| Pikachu               | Pokémon              | 28 de noviembre de 2014        | 21 de noviembre de 2014         |
| Peach                 | Super Mario          | 28 de noviembre de 2014        | 21 de noviembre de 2014         |
| Marth                 | Fire Emblem          | 28 de noviembre de 2014        | 21 de noviembre de 2014         |
| Yoshi                 | Super Mario          | 28 de noviembre de 2014        | 21 de noviembre de 2014         |
| Aldeano               | Animal Crossing      | 28 de noviembre de 2014        | 21 de noviembre de 2014         |
| Diddy Kong            | Donkey Kong          | 19 de diciembre de 2014        | 14 de diciembre de 2014         |
| Zelda                 | The Legend of Zelda  | 19 de diciembre de 2014        | 14 de diciembre de 2014         |
| Luigi                 | Super Mario          | 19 de diciembre de 2014        | 14 de diciembre de 2014         |
| Captain Falcon        | F-Zero               | 19 de diciembre de 2014        | 14 de diciembre de 2014         |
| Pit                   | Kid Icarus           | 19 de diciembre de 2014        | 14 de diciembre de 2014         |
| Little Mac            | Punch-Out!!          | 19 de diciembre de 2014        | 14 de diciembre de 2014         |
| Estela y Destello     | Super Mario          | 23 de enero de 2015            | Febrero de 2015                 |
| Bowser                | Super Mario          | 23 de enero de 2015            | Febrero de 2015                 |
| Toon Link             | The Legend of Zelda  | 23 de enero de 2015            | Febrero de 2015                 |
| Sheik                 | The Legend of Zelda  | 23 de enero de 2015            | Febrero de 2015                 |
| Ike                   | Fire Emblem          | 23 de enero de 2015            | Febrero de 2015                 |
| Lucario               | Pokémon              | 23 de enero de 2015            | Febrero de 2015                 |
| Shulk                 | Xenoblade Chronicles | 20 de febrero de 2015          | Febrero de 2015                 |
| Sonic                 | Sonic                | 20 de febrero de 2015          | Febrero de 2015                 |
| Mega Man              | Mega Man             | 20 de febrero de 2015          | Febrero de 2015                 |
| Meta Knight           | Kirby                | 20 de febrero de 2015          | Febrero de 2015                 |
| Rey Dedede            | Kirby                | 20 de febrero de 2015          | Febrero de 2015                 |
| Charizard             | Pokémon              | 24 de abril de 2015            | Primavera de 2015               |
| Ness                  | EarthBound           | 24 de abril de 2015            | Primavera de 2015               |
| Robin / Daraen        | Fire Emblem          | 24 de abril de 2015            | Primavera de 2015               |
| Lucina                | Fire Emblem          | 24 de abril de 2015            | 24 de abril de 2015 de 2015     |
| Duck Hunt             | Duck Hunt            | 25/09/2015 (sólo en Europa)    | 2015                            |
| Mr. Game & Watch      | Game & Watch         | 25/09/2015 (sólo en Europa)    | 2015                            |
| Tiradora Mii          | Mii                  | 25/09/2015                     | 2015                            |
| Espadachín Mii        | Mii                  | 25/09/2015                     | 2015                            |
| Luchador Mii          | Mii                  | 25/09/2015                     | 2015                            |
| Mewtwo                | Pokémon              | 23/10/2015 (Sólo en Europa)    | 2015-2016                       |
| Lucas                 | Earthbound           | 23/01/2016                     | 2015-2016                       |
| Roy                   | Fire Emblem          | 18/03/2016                     | 2015-2016                       |
| Ryu                   | Street Fighter       | 18/03/2016                     | 2015-2016                       |
| Cloud                 | Final Fantasy        | 21/07/2017                     | 21/07/2017                      |
| Corrin                | Fire Emblem          | 21/07/2017                     | 21/07/2017                      |
| Bayonetta             | Bayonetta            | 21/07/2017                     | 21/07/2017                      |
| Cloud - Jugador 2     | Final Fantasy        | 21/07/2017                     | 21/07/2017                      |
| Corrin - Jugador 2    | Fire Emblem          | 21/07/2017                     | 21/07/2017                      |
| Bayonetta - Jugador 2 | Bayonetta            | 21/07/2017                     | 21/07/2017                      |

## Figuras serie Super Mario
| Personaje    | Franquicia  | Fecha de lanzamiento en Europa                   | Fecha de lanzamiento en Norteamérica |
| ------------ | ----------- | ------------------------------------------------ | ------------------------------------ |
| Mario        | Super Mario | 20 de marzo de 2015                              | 20 de marzo de 2015                  |
| Luigi        | Super Mario | 20 de marzo de 2015                              | 20 de marzo de 2015                  |
| Peach        | Super Mario | 20 de marzo de 2015                              | 20 de marzo de 2015                  |
| Yoshi        | Super Mario | 20 de marzo de 2015                              | 20 de marzo de 2015                  |
| Bowser       | Super Mario | 20 de marzo de 2015                              | 20 de marzo de 2015                  |
| Toad         | Super Mario | 20 de marzo de 2015                              | 20 de marzo de 2015                  |
| Gold Mario   | Super Mario | Exclusivo para Norteamérica, Japón y Australasia | 20 de marzo de 2015                  |
| Silver Mario | Super Mario | Exclusivo para Norteamérica y Australasia        | 29 de mayo de 2015                   |

## Otras tandas
| Personaje                         | Serie amiibo         | Fecha de lanzamiento en Europa | Fecha de lanzamiento en América |
| --------------------------------- | -------------------- | ------------------------------ | ------------------------------- |
| Inkling chico                     | Splatoon             | 29 de marzo de 2015            | 29 de marzo de 2015             |
| Inkling chica                     | Splatoon             | 29 de marzo de 2015            | 29 de marzo de 2015             |
| Inkling calamar                   | Splatoon             | 29 de marzo de 2015            | 29 de marzo de 2015             |
| Yoshi de lana verde / azul / rosa | Yoshi's Woolly World | 26 de junio de 2015            | 26 de junio de 2015             |
| Chibi-Robo                        | Chibi-Robo!          | Noviembre de 2015              | Noviembre de 2015               |

## Juegos compatibles

### Wii U
| Videojuego                     | Amiibos compatibles |
| ------------------------------ | --- |
| Super Smash Bros. for Wii U    | El Amiibo se convierte en un personaje CPU el cual aprende las estrategias del usuario. Son compatibles todas los Amiibo que pertenezcan a un personaje de Smash Bros, tales como Mario, Link, Samus Aran, Kirby, Fox, Donkey Kong, Pikachu, Peach, Marth, Yoshi, Aldeano, Entrenadora de Wii Fit, Diddy Kong, Zelda, Luigi, Captain Falcon, Pit, Little Mac, Estela y Destello, Bowser, Toon Link, Sheik, Ike, Meta Knight, Rey Dedede, Lucario, Shulk, Sonic, Mega Man, Charizard, Ness, Pac-Man, Wario, Daraen/Robin, Lucina, Duck Hunt, Mr. Game & Watch, Ryu. |
| Yoshi's Woolly World           | El Amiibo de Yoshi se convierte en un personaje que ayuda al jugador a completar niveles puede ser comido y está disponible en el modo de un jugador o que Yoshi tenga su patrón. El resto, desbloquea un Yoshi seleccionable de los colores y patrones del personaje correspondiente. |
| Captain Toad: Treasure Tracker | El Amiibo de Toad desbloquea una modalidad de juego que oculta en cada nivel un Toad pixelado que debe ser encontrado. |
| Mario Party 10                 | Los Amiibo de Mario, Luigi, Peach, Yoshi, Bowser, Toad, Donkey Kong, Estela y Destello, Wario desbloquean el modo de juego Amiibo Party, y se usan a modo de ficha en el tablero. |
| Mario Kart 8                   | Mario, Luigi, Peach, Yoshi, Donkey Kong, Link, Samus Aran, Kirby, Fox, Captain Falcon desbloquean vestimentas para los Mii con la temática del Amiibo utilizado. |
| Hyrule Warriors                | Cualquier Amiibo desbloquea aleatoriamente armas u objetos que podrán ser utilizadas en el juego. Los Amiibo de Link, Toon Link, Zelda y Sheik desbloquean armas referentes a las conocidas en la saga. |
| Kirby y el Pincel Arcoíris     | Los Amiibos de Kirby, Rey Dedede y Meta Knight desbloquean máscaras de los personajes a Kirby y el Amiibo de Kirby desbloquea una estrella que lo monta Kirby. |
| Splatoon                       | Cada amiibo de Splatoon desbloquea ropa y armamento exclusivo en función del amiibo utilizado. |
| Star Fox Zero                  | Al poner los amiibo de Fox y Falco, se desbloquean los Arwing retro, y el Arwing Negro. |

### Nintendo 3DS
| Videojuego                                         | Amiibos compatibles |
| -------------------------------------------------- | --- |
| Super Smash Bros. for Nintendo 3DS                 | El Amiibo se convierte en un personaje CPU el cual aprende las estrategias del usuario. Son compatibles todas los Amiibo que pertenezcan a un personaje de Smash Bros., tales como Mario, Link, Samus Aran, Kirby, Fox, Donkey Kong, Pikachu, Peach, Marth, Yoshi, Aldeano, Entrenadora de Wii Fit, Diddy Kong, Zelda, Luigi, Captain Falcon, Pit, Little Mac, Estela y Destello, Bowser, Toon Link, Sheik, Ike, Meta Knight, Rey Dedede, Lucario, Shulk, Sonic, Mega Man, Charizard, Ness, Pac-Man, Wario, Daraen/Robin, Lucina, Dúo Duck Hunt, Mr. Game & Watch y Ryu. |
| Ace Combat: Assault Horizon Legacy Plus            | Los Amiibo de Mario, Link, Peach, Bowser, Luigi, Fox desbloquean aviones con paletas de colores relacionadas con los personajes del Amiibo utilizado. |
| One Piece: Super Grand Battle X                    | Desbloquean trajes alternativos para cada personaje relacionados con el personaje en cuestión. Mario y Luigi desbloquean vestimentas de Luffy, Link desbloquea la vestimenta a Zoro, Yoshi desbloquea la vestimenta a Usopp. Fox desbloquea la vestimenta a Sanji, la Entrenadora de Wii Fit desbloquea la vestimenta de Nami, Samus Aran desbloquea la vestimenta de Robin, Marth desbloquea la vestimenta a Brook, Donkey Kong desbloquea la vestimenta a Franky y Kirby desbloquea la vestimenta a Chopper.                                                           |
| Code Name: S.T.E.A.M.                              | Se ha anunciado la posibilidad de usar dentro del juego a Marth, Lucina, Ike y Daraen/Robin, todos personajes de la franquicia Fire Emblem, también creada por Intelligent Systems. |
| Chibi-Robo! Zip Lash                               | El Amiibo de Chibi-Robo sirve para subirlo de nivel, y poder usar ataques especiales diarios. Los Amiibos de otros juegos dan la posibilidad de desbloquear figuras de los respectivos personajes. |
| Poochy & Yoshi’s Woolly World                      | Puedes reclutar a Poochy para que te ayude usando el amiibo de Poochy de Lana en cualquier momento, jugar con Yoshi Doble en el modo para un jugador, guardar patrones de Yoshi, o desbloquear patrones de Yoshi basados en otros personajes famosos. |
| Mario & Luigi: Paper Jam (Bros.)                   | Es compatible con todas las figuras de la serie Super Mario y algunas de Super Smash Bros.. Nos darán cartas para potenciar los ataques de los personajes. |
| Mario & Luigi: Superstar Saga + Secuaces de Bowser | Principalmente es compatible con las figuras de los enemigos Goomba, Koopa Troopa y Boo. Dan la oportunidad recoger sellos, desbloquear misiones extra y añadir un capitán dorado al equipo de los Secuaces de Bowser. |
| Kirby: Planet Robobot                              | Se puede usar cualquiera de las figuras porque desbloquean habilidades, especialmente la de Kirby de Super Smash Bros., que da una basada en ese juego. |
| Hey! Pikmin                                        | Compatible con el amiibo de Capitán Olimar, que permite llamar a cuatro Pikmin adicionales en cualquier fase del juego, y con el de los propios Pikmins, que permite llamar a hasta veinte Pikmin. |
| Miitopia                                           | Compatible con la mayoría de amiibos, Permite usar cosméticos y vestuario para el Mii |

### Nintendo Switch
| Videojuego                              | Amiibos compatibles |
| --------------------------------------- | --- |
| The Legend of Zelda: Breath of the Wild | Se puede escanear un amiibo al dia que te da carne y pescado. con amiibos de Bokoblin, Daruk, Guardian, Link, Mipha, Revali, Urbosa, Zelda. |
| Splatoon 2                              | Los amiibos de los Inklings te dan equipamientos respecto a su vestimenta, los amiibos son Inkling chico (verde neón), Inkling chica (rosa neón), Calamar inkling (morado neón), Inkling chico, Inkling chica, Calamar inkling, Mar, Tina, Perla, Marina, Octariana chica, Octariano chico y Octariano pulpo. |
| Mario Kart 8 Deluxe                     | Los amiibos te permiten desbloquear trajes de piloto mii, los amiibos son Mario, Luigi, Peach, Yoshi, Donkey Kong, Link, Captain Falcon, Kirby, Samus Aran, Fox, Toad, Bowser, Wario, Estela, Capitan Olimar, Aldeano, Mega Man, Pac-Man, Sonic y los Inklings.                                               |
| Super Mario Odyssey                     | Los amiibos le dan trajes y poderes a Mario; los amiibos son Mario, Peach, Bowser, Luigi, Dr. Mario, Waluigi, Diddy Kong y Wario. |
| Super Smash Bros. Ultimate              | Todos los amiibos compatibles con Super Smash Bros. para Nintendo 3DS y Wii U más los lanzados exclusivamente para este título. Sirven para entrenar luchadores virtuales y recibir recompensas. |